# Kosovska Mitrovica
Kosovska Mitrovica vagy röviden Mitrovica (szerbül Косовска Митровица / Kosovska Mitrovica, albánul Mitrovicë vagy Mitrovica), város Koszovó északi részén, vagy a hivatalos szerb álláspont szerint Szerbia Koszovó és Metohija tartományában. A város az azonos nevű közigazgatási kerület székhelye. Többnemzetiségű lakosságának nagyobb részét az albán közösség teszi ki, amelynek aránya a népességben, mintegy 70%-ot ér el. A többnyire az Ibar folyótól északra élő szerb lakosság a város egészén belül kisebbségben van, ám az északi vidékeken abszolút többséget alkot. Az általuk lakott területet Észak-Kosovska Mitrovica elnevezéssel illetik, mely kisvárosként, Észak-Koszovó szerb többségű régiójának központja.

## Elnevezése
A várost a 14. században Civitas Sancti Demetrii néven hívták, Szent Demeter után és csak később lett a neve Mitrovica, miután más településektől meg kellett különböztetni a várost, amelyek szintén Szent Demeter nevét viselték.
Tito halála után Jugoszláviának mindössze egyetlen olyan települése maradt, amelynek nevében Tito szerepelt. Szerbül Титова Митровица / Titova Mitrovica, albánul Mitrovica e Titos volt a neve egészen 1991-ig.

## Fekvése
Koszovó északi részén, a Kopaonik délnyugati lábánál, Rigómező északi részén, a Sitnica Ibarba való beömlésénél található.

## Történelme
A város Koszovó egyik legrégebben lakott települése, melyet középkori iratok elsőként említenek meg. A Kosovska Mitrovica elnevezés a 14. századból származik, ám több eredeztetése is van ezen elnevezésnek. A város mellett található a középkori Zvečan-erőd, mely fontos szerepet játszott a középkori Szerb Fejedelemség, majd Szerb Királyság idején a Nemanjić-dinasztia uralkodása alatt.
A török hódoltság idején a város nem játszott kiemelkedő szerepet. Felemelkedésére a 19. században került sor, miután ólomércet fedeztek fel és kezdtek kitermelni a közeli bányákban, amely a későbbiek során, az egyik legnagyobb iparvállalattá nőtte ki magát a térségben. Miután beindult a közeli Trepča bánya, a város ipari arculatot öltött.
A város dinamikus növekedésbe kezdett, és, mint kereskedelmi és ipari központ 1873 és 1878 közt kiépült a Szkopje–Kosovska Mitrovica-vasútvonal, mely összeköttetést biztosított Szaloniki felé. Később egy másik vonal is kiépült, mely Belgráddal és Nyugat-Európa országaival teremt vasúti kapcsolatot. 1948-ban Mitrovica lakossága még mindössze 13901 fő volt, míg az 1990-es évek végén már körülbelül 75 000 fős lakosság élt itt.

## Híres emberek
- Vahedin Ajeti, albán labdarúgó
- Aleksandar Čanović, szerb válogatott labdarúgó
- Nikola Lazetić, korábbi szerb válogatott labdarúgó
- Žarko Lazetić, korábbi szerb válogatott labdarúgó
- Nevena Božović, szerb énekes
- Rexhep Mitrovica, korábbi albán miniszterelnök
- Milan Biševac, szerb nemzetközi labdarúgó
- Miloš Krasić, szerb nemzetközi labdarúgó
- Rona Nishliu, Albánia képviselője a 2012-es Eurovíziós Dalfesztiválon
- Enis Alushi, labdarúgó
- Valon Behrami, labdarúgó
- Bekim Bejta, költő és műfordító
- Nexhip Draga, az albán felkelés tagja
- Xhafer Deva, korábbi albán belügyminiszter
- Riza Lushta, korábbi labdarúgó
- Xhevat Prekazi, korábbi labdarúgó
- Muharrem Qena, színész és énekes
- Valdet Rama, labdarúgó
- Bajram Rexhepi, politikus
- Ali Shukrija, Koszovó második kommunista miniszterelnöke
- Darko Spalević, korábbi szerb válogatott labdarúgó
- Borislav Stevanović, labdarúgó
- Stevan Stojanović, labdarúgó
- Ymer Xhaferi, labdarúgó
- Diana Avdiu, modell, Miss Koszovó Universe 2012 és elődöntős, Miss Universe 2012
- Erton Fejzullahu, labdarúgó
- Alban Meha, labdarúgó

## Galéria

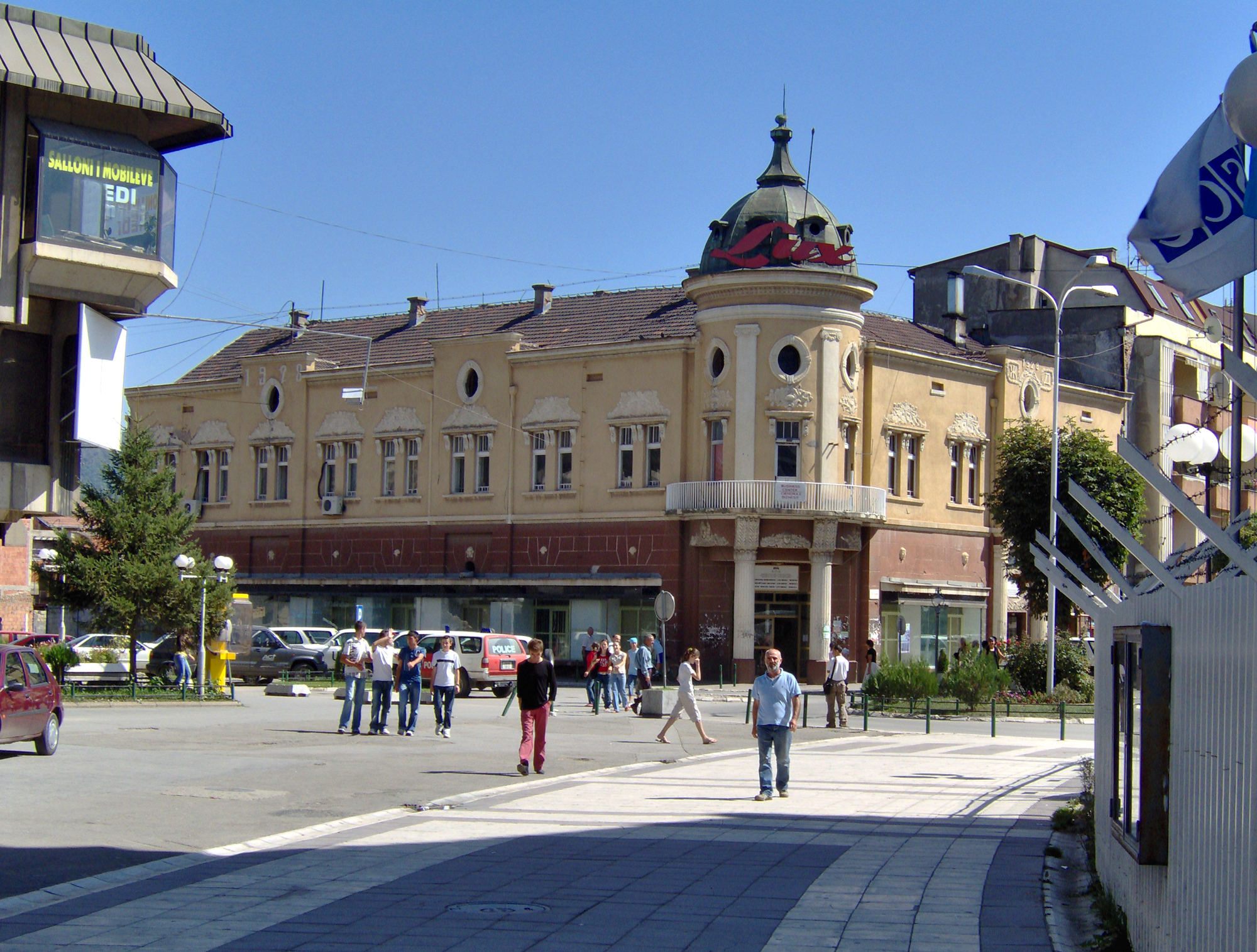
Egy régi épület a városban
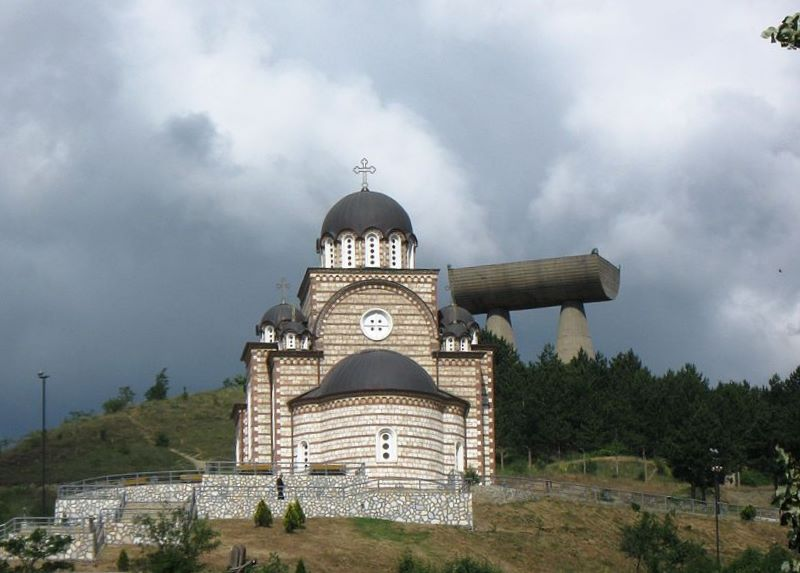
A Szent Demeter szerb ortodox templom. Mögötte a második világháborúban elesett bányászok emlékműve látható
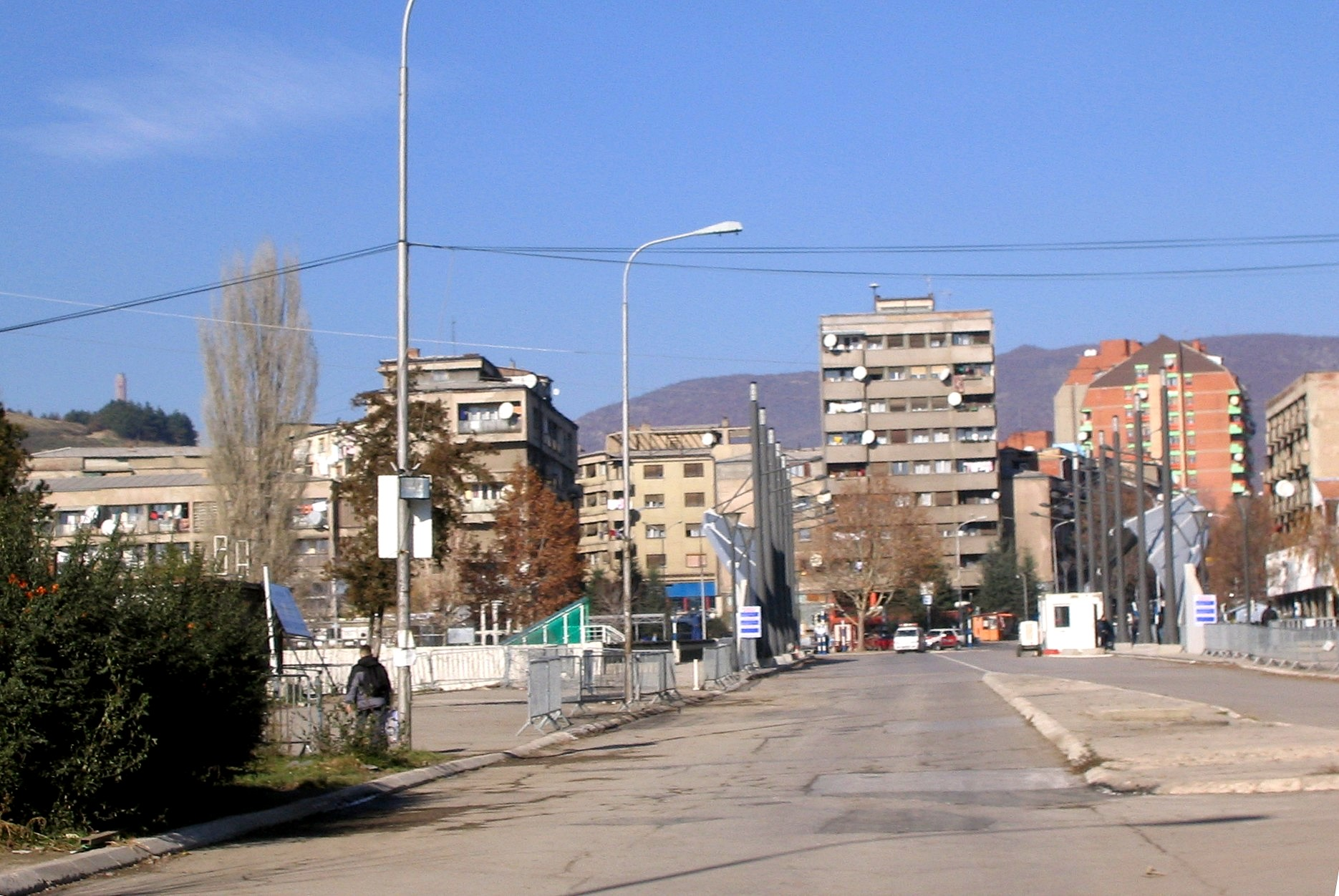
Híd az Ibar folyó fölött
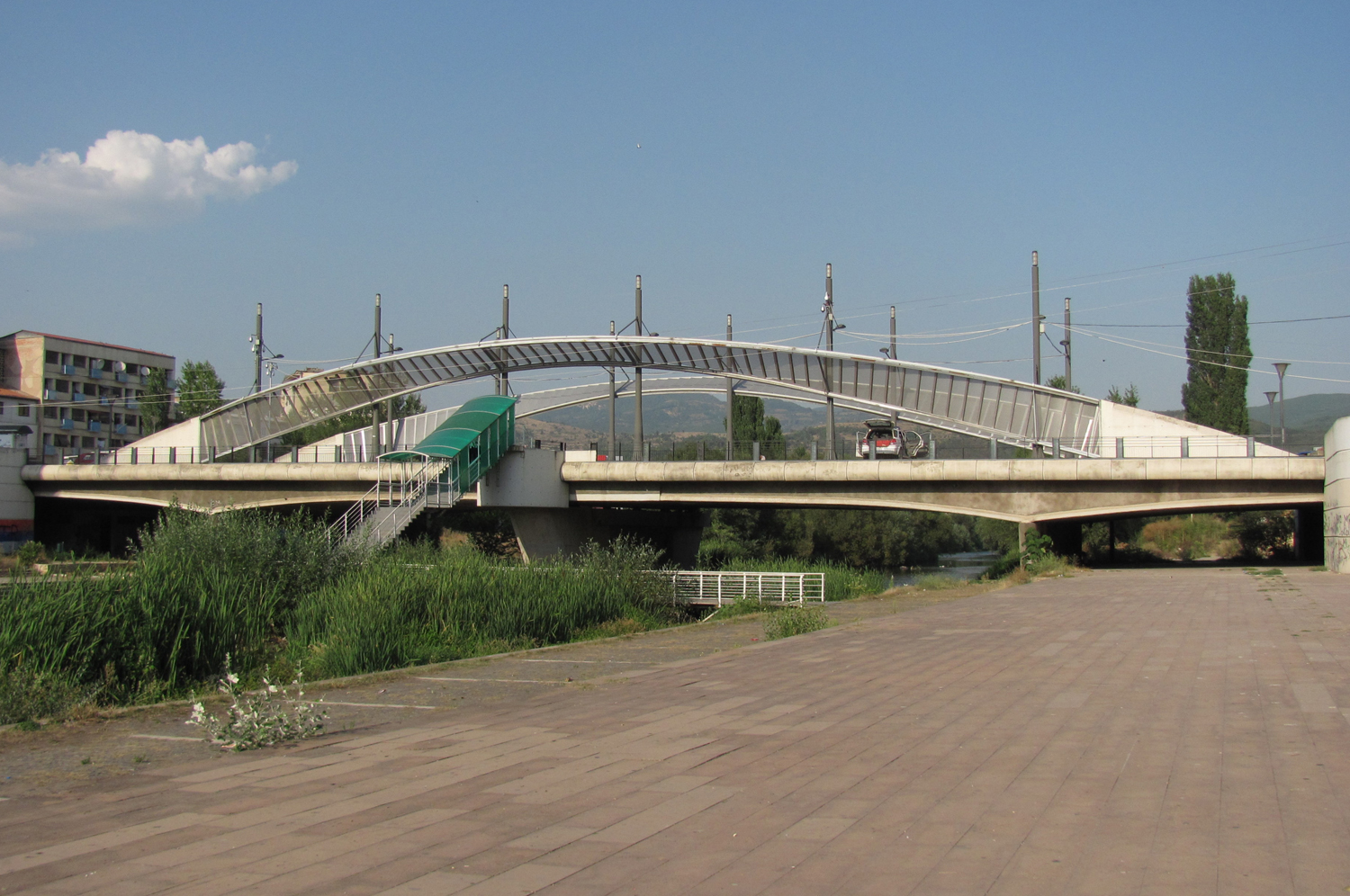
Az Ibar egyik hídja
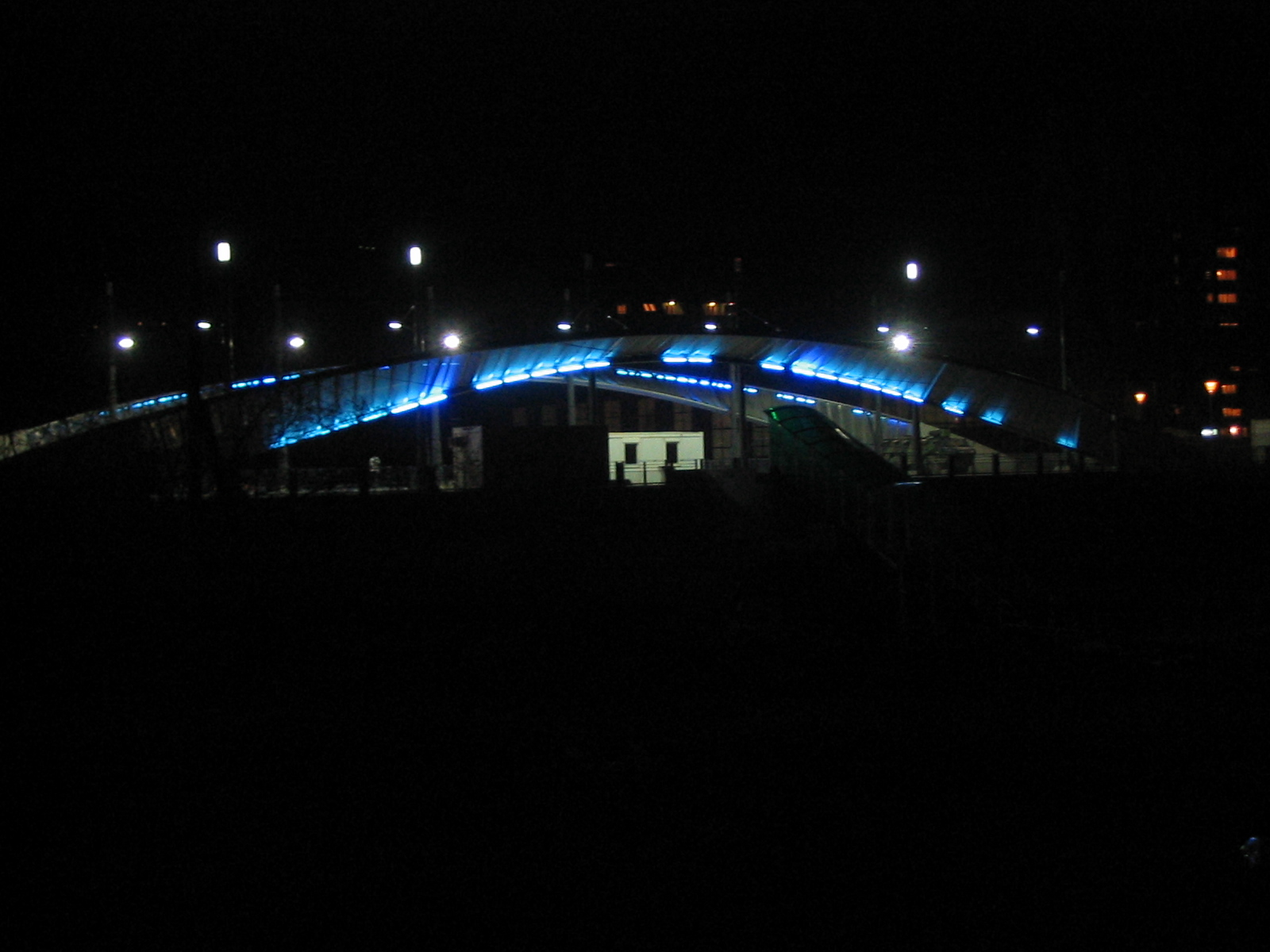
Ugyanez a híd éjszakai díszkivilágításban
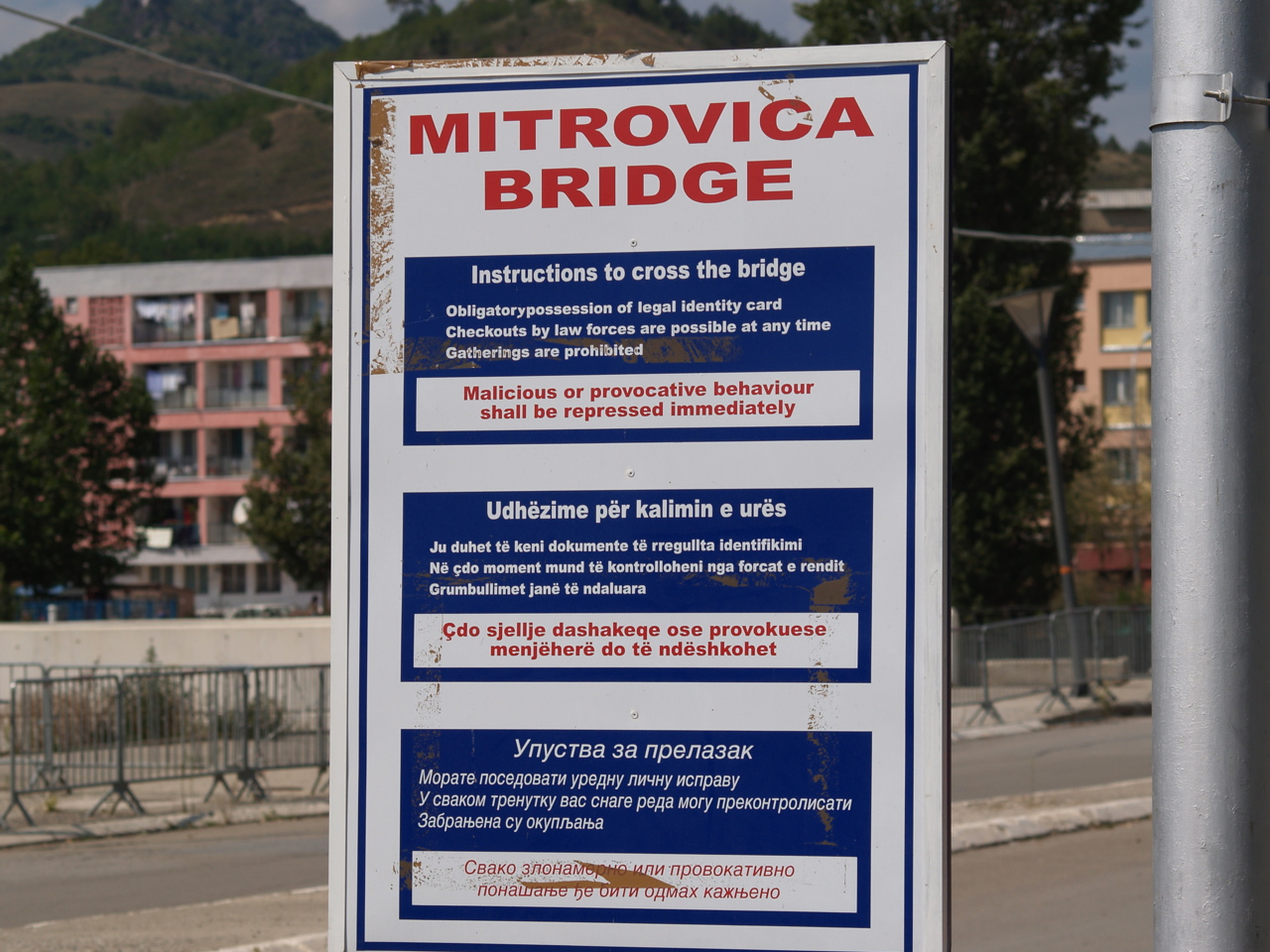
Betartandó viselkedési rendszabályok a város két részét elválasztó egyik hídnál
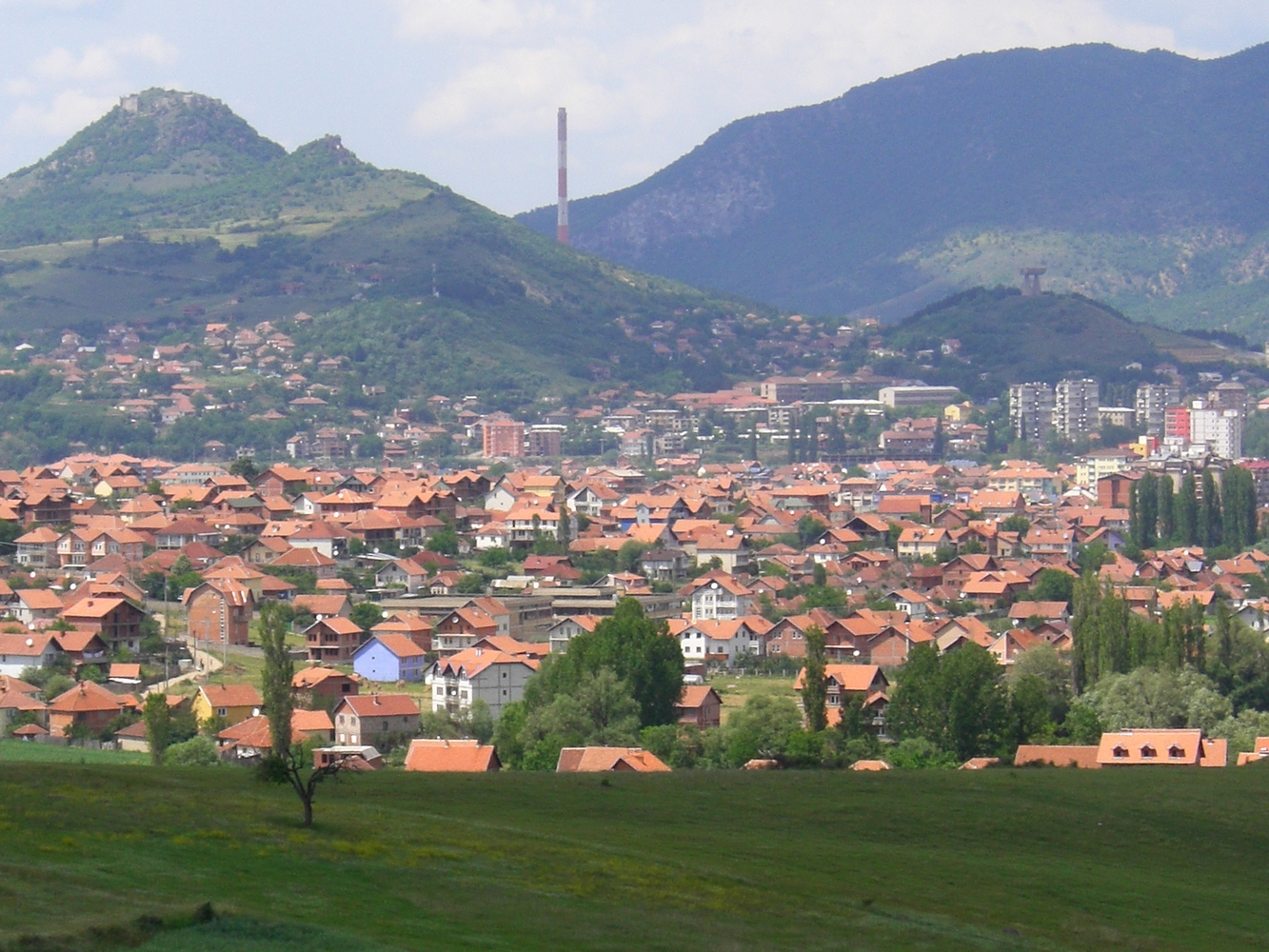
Kosovska Mitrovica északi része. A háttérben baloldalt a Zvečan-erőd, jobboldalt a Trepča bánya egyik üzemegységének gyárkéménye látható
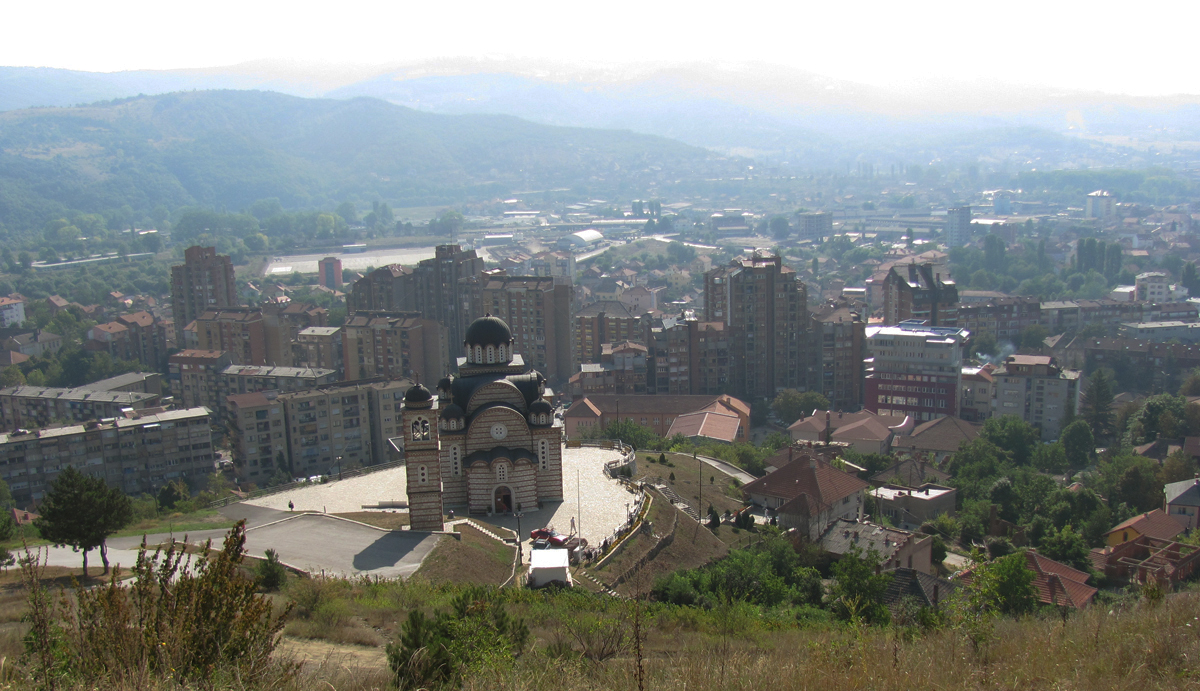
A város északi részének látképe a második világháborúban elesett bányaászok emlékműve felől
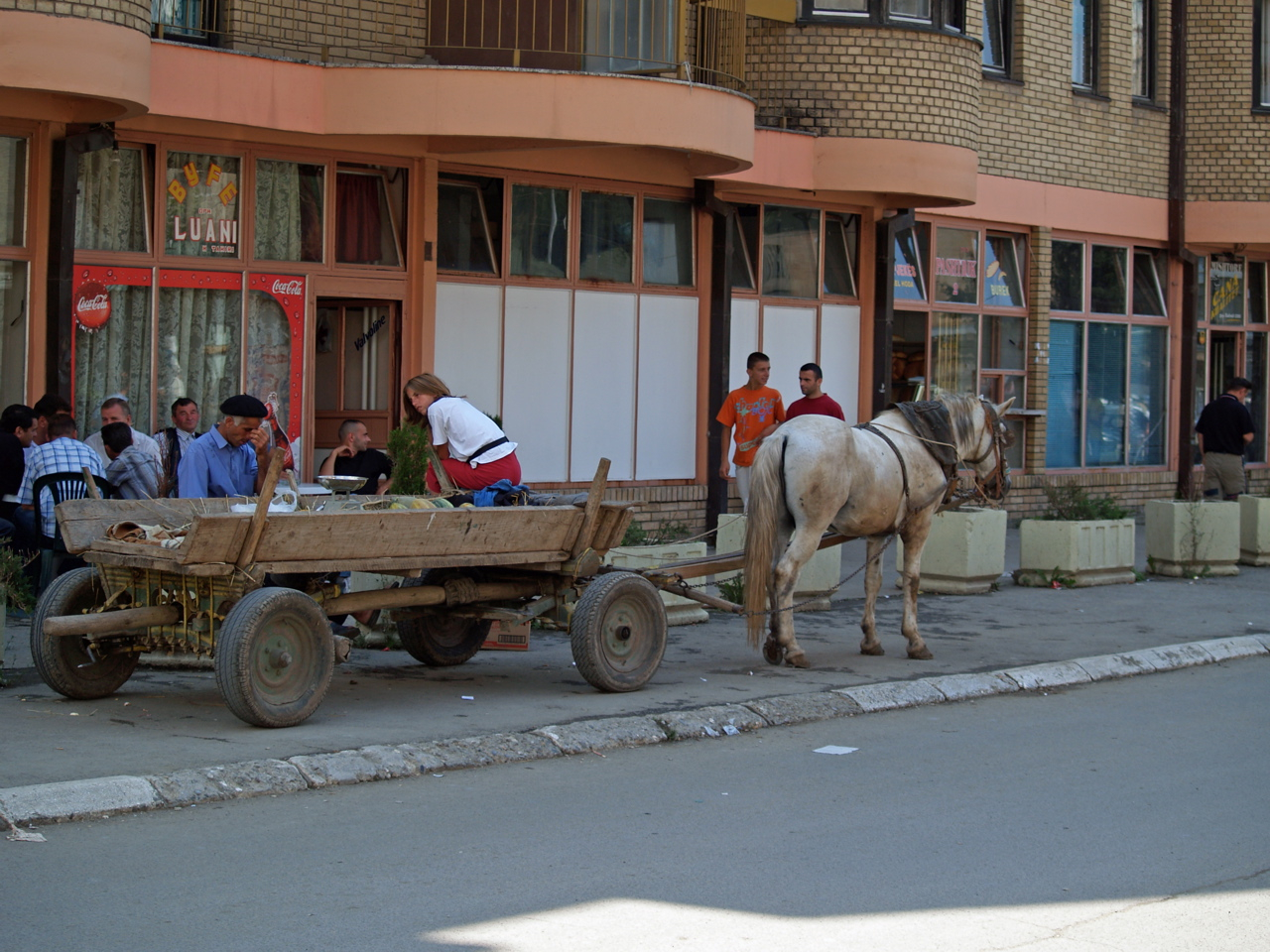
Városi életkép
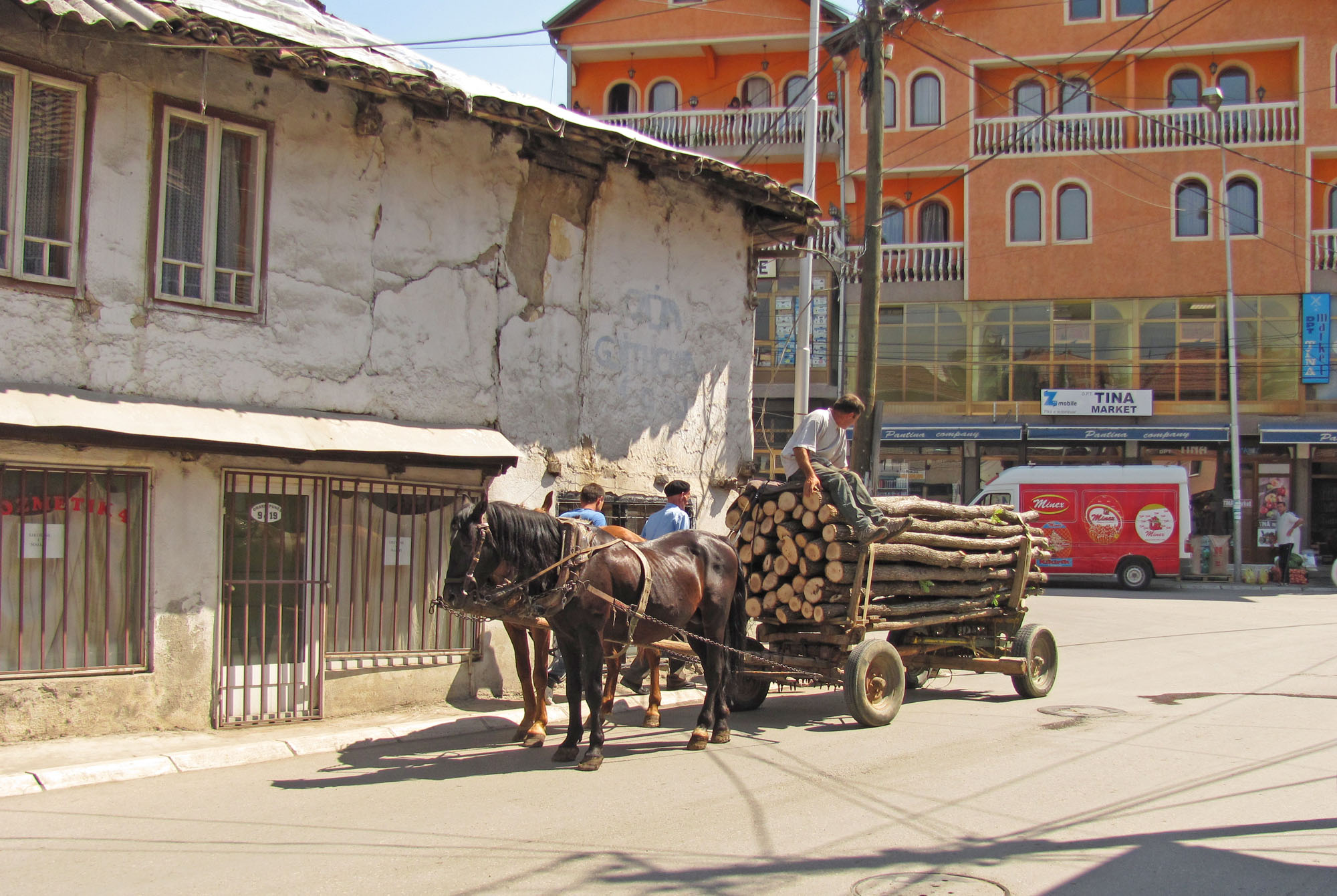
Lovaskocsi a városban

## Fordítás
- Ez a szócikk részben vagy egészben  a   Kosovska Mitrovica című angol Wikipédia-szócikk ezen változatának fordításán alapul.  Az eredeti cikk szerkesztőit annak laptörténete sorolja fel. Ez a jelzés csupán a megfogalmazás eredetét és a szerzői jogokat jelzi, nem szolgál a cikkben szereplő információk forrásmegjelöléseként.